# Peter Hedges
Peter Hedges (West Des Moines, Iowa, 6 de julho de 1962) é um romancista, roteirista e diretor de cinema estadunidense.

## Biografia
Hedges cresceu em West Des Moines, Iowa, e frequentou a Valley High School, onde ele se envolveu no departamento de teatro, incluindo o grupo de improvisação e mímica, The Bakers Dozen. Mais tarde, ele foi aluno da University of North Carolina School of the Arts. Seu romance What's Eating Gilbert Grape  foi adaptado para um filme homônimo bem recebido pela crítica, que lançou sua carreira no cinema.
Em 2002, ele recebeu uma indicação ao Oscar de melhor roteiro adaptado por About a Boy. No mesmo ano, Hedges escreveu e dirigiu Pieces of April, estrelado por Katie Holmes, que ele dedicou à sua mãe.
Em 2007, ele co-escreveu e dirigiu Dan in Real Life.
Seu mais recente romance, The Heights, foi publicado em 4 de março de 2010 pela Dutton.

## Filmografia
- What's Eating Gilbert Grape (1993) (writer)
- A Map of the World (1999) (writer of screenplay)
- About a Boy (2002) (writer of screenplay)
- Pieces of April (2003) (writer and director)
- Dan in Real Life (2007) (co-writer and director)

## Peças
- Oregon (1984)
- Champions of the Average Joe (1985)
- The Age of Pie (1986)
- Andy and Claire (1986)
- Teddy by the Sea (1986)
- Imagining Brad (1988)
- Baby Anger (1993)
- Good as New (1995)

## Romances
- What's Eating Gilbert Grape (1991)
- An Ocean in Iowa (1998)
- The Heights (2010)]